# MAN DWE
Die MAN DWE GmbH war eine Tochtergesellschaft der MAN SE mit Sitz in Deggendorf und wurde am 26. August 2009 auf die MAN Turbo AG verschmolzen. Nach MAN Energy Solutions SE wurde die Firma mittlerweile in Everllence umbenannt. Heute produziert sie Reaktorsysteme und Apparate für die chemische und petrochemische Industrie.

## Geschichte
Die Deggendorfer Werft und Eisenbau GmbH (DWE) wurde 1924 als Tochtergesellschaft der Gutehoffnungshütte (GHH) aus Oberhausen gegründet. In den ersten Jahren waren Werftbetrieb und Schiffbau die wichtigsten Unternehmensbereiche, für verschiedene Schifffahrtsbetriebe an der Donau und auch weit darüber hinaus wurde eine Vielzahl an Schiffen wie Personenschiffe, Fähren, Lastkähne, Schlepper etc. für die Binnen- und Küstenschifffahrt gebaut. Die DWE war dabei treibende Kraft für Neuerungen im Schiffbau. So wurde z. B. bereits in den ersten Betriebsjahren der erste Schubbootverband Europas gebaut oder ab 1927 Schlepper mit Voith-Schneider-Antrieb.
Im Zweiten Weltkrieg erhielt die DWE auch Rüstungsaufträge, was gegen Ende des Kriegs zu gezielten Bombardierungen des Firmengeländes führte, und nach Kriegsende für ein Tätigkeitsverbot im Schiffbau sorgte. Der Geschäftsbetrieb konnte in den ersten Nachkriegsjahren mit dem Eisenbau aufrechterhalten werden, vor allem durch die Reparatur und Instandsetzung von kriegsbedingt beschädigten oder zerstörten Donaubrücken zwischen Regensburg und Passau.
Nach der Aufhebung des Tätigkeitsverbots konnte 1949 der Wiederaufbau und die Erweiterung der Werftanlagen erfolgen. Neben dem Bau und der Reparatur dringend benötigter Arbeitsschiffe widmete sich DWE auch der Entwicklung von Spezialschuten und Schwimmbaggern. 1958 mündeten die Entwicklungstätigkeiten im Bau der weltweit ersten längsgeteilten Arbeitsschiffe, und 1983 bot DWE den ersten seegehenden Hopperbagger an. Weitere vier Jahre später gipfelten die Schiffbauleistungen im Bau des weltweit größten Flusskreuzfahrtschiffs Mozart.
Ab 1955 erfolgte der Einstieg in den Reaktor- und Apparatebau für die chemische Industrie. Hier wurde Entwicklung und Bau von salzbadgekühlten Röhrenreaktoren zur PSA-Herstellung ein wichtiges Produktionsstandbein mit dem weltweit ersten Hochtemperatur-Salzbadröhrenreaktor 1984, dem weltgrößten Salzbad-Röhrenreaktor 1988 und 1994 dem ersten druckfesten Salzbad-Röhrenreaktor. Außer Röhrenreaktoren wurden auch die zwei FCC-Reaktoren für die weltgrößte Raffinerie bei DWE hergestellt.
Neben dem Werftbetrieb und dem Reaktor- und Apparatebau wurde das Profil zunächst mit dem Einstieg in den Schwerapparatebau 1990 und 1996 in den physikalischen Anlagenbau erweitert. Hier entstanden eine Vakuumkammer für die Spiegelbeschichtung des Very Large Telescope der ESO oder 1998 die Magnetringe für den CMS des CERN, derzeit der weltweit größte Magnet. 2002 wurde von DWE der Prüfstand für die Raketentriebwerkserprobung der Ariane 5 gebaut, ebenso das Plasma- und Außengefäß für den Versuchsreaktor Wendelstein 7-X am Max-Planck-Institut für Plasmaphysik in Greifswald.

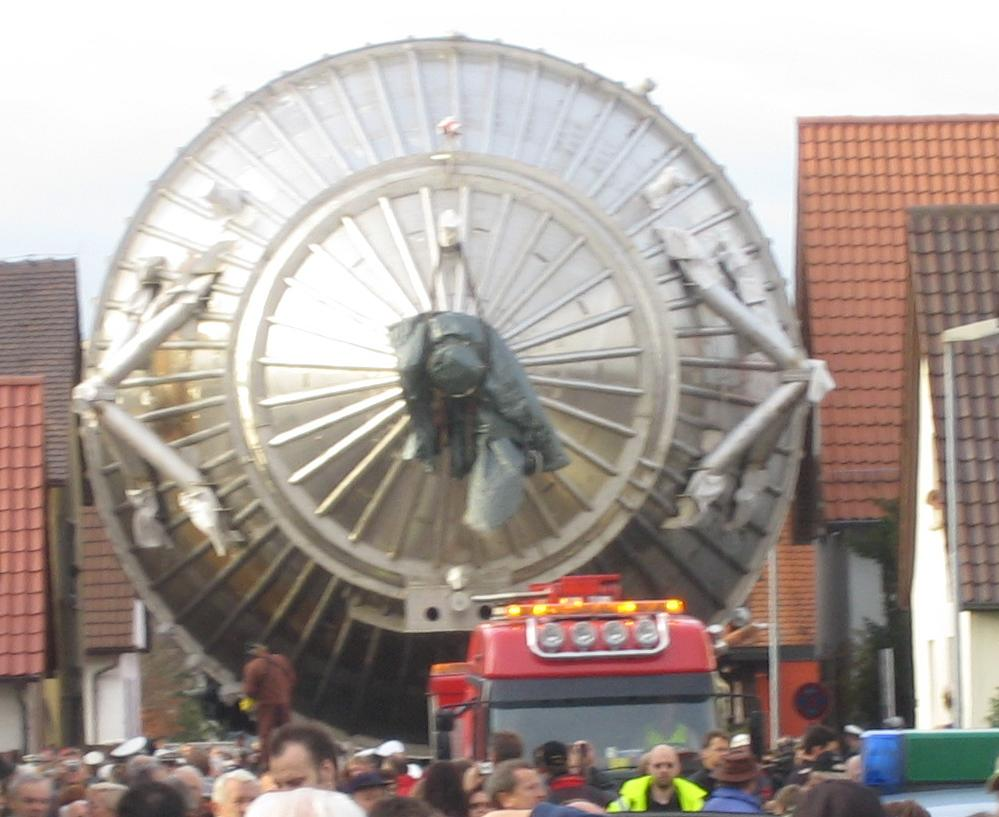
KATRIN-Vakuumtank in Leopoldshafen

2006 wurde der Vakuumtank für das KATRIN-Hauptspektrometer gefertigt. Aufgrund der enormen Ausmaße (Länge 24 m, Durchmesser 10 m) konnte der Vakuumtank nicht auf dem Landweg in das rund 400 km entfernte Karlsruhe transportiert werden, sondern auf einer ca. 8600 km langen Route über Donau, Schwarzes Meer, Mittelmeer, Atlantik, Ärmelkanal, Nordsee und Rhein.
Seit der Übernahme der GHH durch M.A.N. im Jahr 1969 bzw. der Verschmelzung der beiden Unternehmen 1986 gehört die DWE zur MAN AG. Der stetige Zuwachs im Reaktor-, Apparate- und Anlagenbau führte im Jahr 2001 zur Konzentration auf diese Bereiche, und infolgedessen zur Aufgabe des Werftbetriebs.
Am 1. September 2009 wurde die Verschmelzung mit der MAN Turbo AG vom 26. August 2009 bekannt gegeben, diese ging am 1. Januar 2010 in der MAN Diesel & Turbo SE auf.

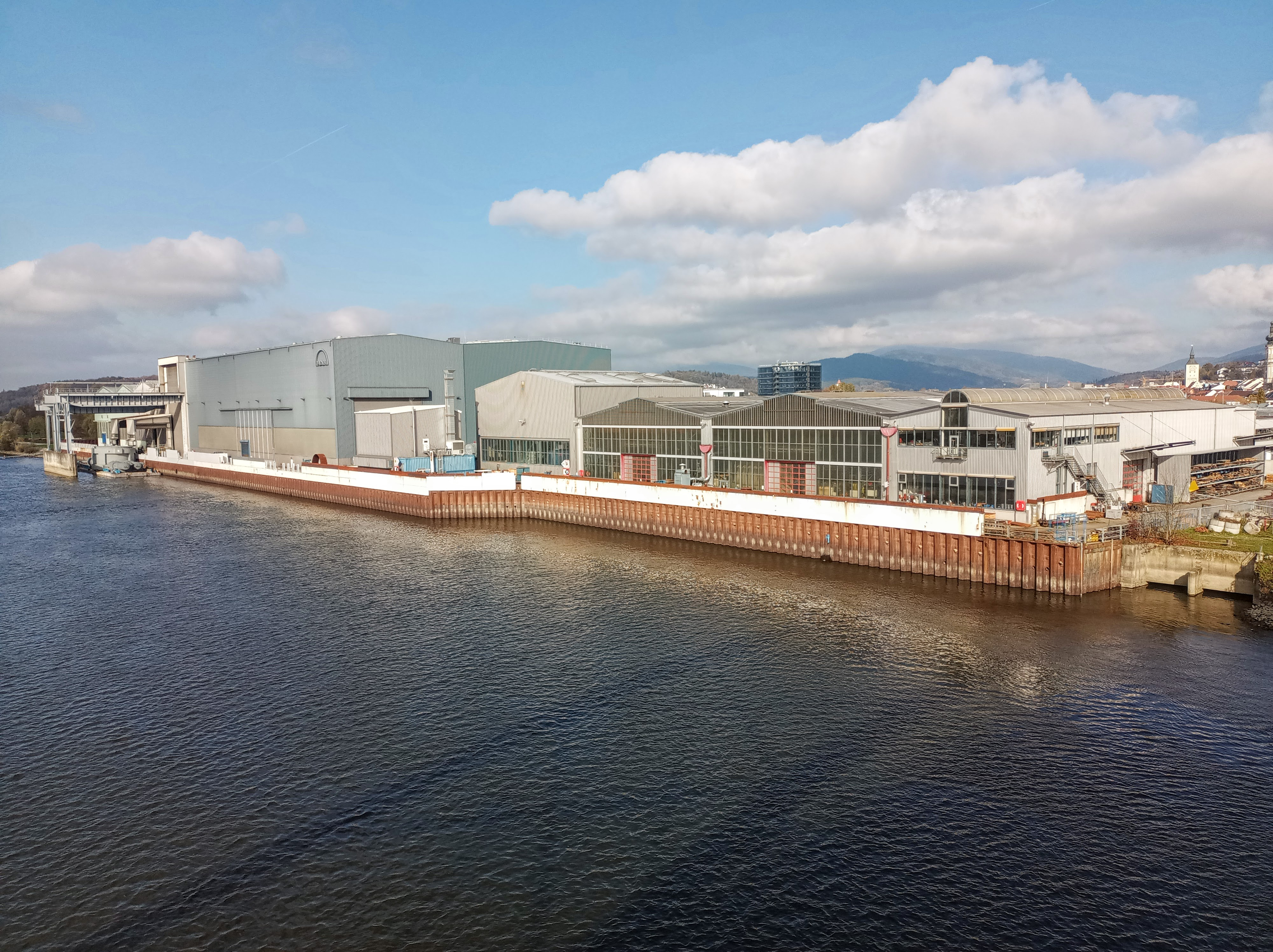
Produktionsstätte MAN DWE von der Maximilians Brücke aus

Unabhängig von den Firmenänderungen wird die ehemalige Werft als Produktionsstandort mit 428 Mitarbeitern (Stand 2012) weitergeführt.
Zum 3. Juni 2025 wurde das Unternehmen in Everllence umbenannt. Bis Ende 2025 werden 98 Stellen abgebaut, der Standort soll erhakten bleiben.

## Produkte
Zu den vielseitigen Erzeugnissen gehören auszugsweise:
- Mobile Hochwasserschutzwände[13]
- Passagierschiffe wie z. B. Befreiungshalle (1924),[14] Agnes Bernauer, Primadonna, Mozart, die Omnibusboote Forelle und Hecht oder die Bodenseeschiffe Allgäu, Reutin, Karlsruhe, Augsburg, Kempten und Deutschland
- Schlepper wie z. B. Puchenau[15][16]
- Frachtschiffe wie z. B. Khan Asparu
- Autofähren wie z. B. Linzgau. In der Demokratischen Republik Kongo ist eine 1977 fertiggestellte Autofähre (35 to) über den Kwilu nach Bandundu noch immer im Einsatz.